# 厄夜怪客
《厄夜怪客》是日本漫畫家平野耕太創作的吸血鬼題材漫畫，於1997年至2008年間在少年畫報社發行的月刊《YOUNG KING OURs》連載，單行本全10冊。在本作中，英國國教騎士團是為了守護英國而成立，專門與邪惡吸血鬼和異教徒對峙的組織，其王牌是效忠於賀魯希沽當家的古老吸血鬼阿爾卡特。平凡的人類女警西洛斯在一次意外中被阿爾卡特救下並轉變成吸血鬼，從此一同參與作戰。
平野是以畫色情漫畫出道，《厄夜怪客》是他在一般向雜誌的首部長篇連載。本作的前身是發表於《COMIC快樂天》1996年10月號的同名單篇成人漫畫，當中首度介紹了吸血鬼獵人阿爾卡特。落腳於《YOUNG KING OURs》後，平野以吸血鬼的故事為主軸，並銜接短期連載《ANGEL DUST》和《CROSS FIRE》中出現過的安德魯神父和梵蒂岡第13課組織，形塑出本作的早期劇情。
本作以強烈的美術風格、大膽的暴力畫面和不忌諱爭議的描寫著稱，在歐美地區獲得可觀的人氣。平野在受訪時稱，本作是他在想畫什麼都可以的情況下，憑著一股年輕氣盛創作出的產物。2001年，本作獲GONZO改編成動畫，但因為後段的劇情是動畫組原創而惹來批評。鑑此，官方在2005年推動了主打忠於原作的全新動畫，於2006年至2012年間以原創動畫錄影帶（OVA）形式發行10集。2006年，本作入選日本媒體藝術100選的漫畫部門，2010年時又入圍日本星雲獎最佳漫畫。截止至2009年，本作在全球的銷量已超過400萬冊。

## 劇情簡介
本作的故事發生在20世紀末，英國國教騎士團「Hellsing」是專門殲滅對抗大英帝國和英國國教的反基督怪物的特殊機關，其王牌是拿著常人無法使用的大口徑手槍的吸血鬼阿爾卡特。阿爾卡特是服從於賀魯希沽家族的古老吸血鬼，在一次任務中轉化了被狹持的女警西洛斯，之後兩人就以主僕的關係進行任務。在接下來的一次任務中，因為與政教對立組織「梵蒂岡法皇廳第13課」發生轄區衝突，對方的王牌——安德魯神父向身為吸血鬼的兩人展開攻擊，所幸在全面開戰前，賀魯希沽當家伊特古拉與法皇廳接洽，中斷了戰鬥。
之後出現了一連串不尋常的人造吸血鬼肆虐事件，線索指向一個秘密的組織「千禧年」，這個組織由躲藏在南美洲的德國納粹殘黨所建立，領導者是狂熱於戰爭的少校，在他的指揮下，千名黨衛軍接受改造成了不死的吸血鬼軍團「最後的大隊」。另外，少校直屬的「狼人部隊」擁有超乎常識的超自然能力以及殺戮的意志，也成了相當恐怖的敵人。他們的目標是：消滅阿爾卡特以及Hellsing，毀滅英國，將無盡的戰火再度帶到這世界上。
Hellsing的現任當家伊特古拉不得已與第13課合作，但是擁有強大軍團的第13課長官馬克斯威爾卻有著自己的打算，使得情形更加複雜。經過好幾次前哨戰，阿爾卡特輕而易舉殲滅了數名千禧年大將，但Hellsing的管家瓦特被擊敗並俘虜。終於，最後的大隊以及狼人部隊對倫敦發動殲滅戰，潛伏的吸血鬼支持者也傾巢而出。英國各處死傷慘重，Hellsing也元氣大傷，馬克斯威爾趁機發動第九次十字軍登陸戰，企圖坐收漁翁之利，讓國教徒永遠從英國消失。英國女王也宣佈在最後手段下，將動用核武攻擊已為死城的伦敦。
然而在阿爾卡特發動「死河」、釋出體內吸收的大量魂魄後，最後的大隊以及十字軍迅速潰敗，第13課也近乎毀滅。西洛斯與狼人部隊的最強成員上尉戰鬥，起初實力差距懸殊，但因為傭兵隊長的犧牲，使西洛斯大幅成長，成功將對方擊斃。血腥的黎明來到之前，三方的戰力已剩下各自最後的底牌。安德魯神父使用聖器變成不死怪物，與阿爾卡特決戰，纏鬥過後仍不敵而死。瓦特投靠千禧年，獲改造為吸血鬼，一心想挑戰阿爾卡特，遭到對方擊退後，任由自己在爆炸中身亡。就在阿爾卡特似乎消滅了所有強力對手時，少校的手下休雷丁准尉（薛丁格的貓），以自殺的方式融入阿爾卡特的死河之中，透過觀察自我存在之意識的消失，把阿爾卡特的生命融合存在化為虛數，藉此消滅阿爾卡特存在的事實。
故事的最後，伊特古拉與女警殺了少校，結束倫敦的一場惡戰，共有上百萬人喪生。三十年後的2030年，世界各地從吸血鬼事件中漸漸復甦。阿爾卡特在自己的意識之中大戰，歷經三十年不停的殺，把所有吸收來的生命全部殺光後，殺到只剩下唯一一個意識之後終於重返現實世界，回到英國倫敦與伊特古拉重逢。

## 創作過程

### 背景
| 《厄夜怪客》連載的雜誌期號 | 《厄夜怪客》連載的雜誌期號 | 《厄夜怪客》連載的雜誌期號 | 《厄夜怪客》連載的雜誌期號 | 《厄夜怪客》連載的雜誌期號 | 《厄夜怪客》連載的雜誌期號 | 《厄夜怪客》連載的雜誌期號 | 《厄夜怪客》連載的雜誌期號 | 《厄夜怪客》連載的雜誌期號 | 《厄夜怪客》連載的雜誌期號 | 《厄夜怪客》連載的雜誌期號 | 《厄夜怪客》連載的雜誌期號 | 《厄夜怪客》連載的雜誌期號 | 《厄夜怪客》連載的雜誌期號 |
| 雜誌獨立前                 | 年份/期號                  | No.24 2/28                 | No.25 3/31                 | No.26 4/30                 | No.27 5/31                 | No.28 6/30                 | No.29 7/31                 | No.30 8/31                 | No.31 9/30                 | No.32 10/31                | No.33 11/30                | No.34 12/31                |                            |
| -------------------------- | -------------------------- | -------------------------- | -------------------------- | -------------------------- | -------------------------- | -------------------------- | -------------------------- | -------------------------- | -------------------------- | -------------------------- | -------------------------- | -------------------------- | -------------------------- |
| 雜誌獨立前                 | 1997年                     |                            |                            |                            |                            |                            |                            |                            |                            |                            |                            |                            |                            |
| 雜誌獨立前                 | 年份/期號                  | No.35 1/31                 | No.36 2/28                 | No.37 3/31                 | No.38 4/30                 | No.39 5/31                 |                            |                            |                            |                            |                            |                            |                            |
| 雜誌獨立前                 | 1998年                     |                            |                            |                            |                            |                            |                            |                            |                            |                            |                            |                            |                            |
| 雜誌獨立後                 | 年份/期號                  | 1月號                      | 2月號                      | 3月號                      | 4月號                      | 5月號                      | 6月號                      | 7月號                      | 8月號                      | 9月號                      | 10月號                     | 11月號                     | 12月號                     |
| 雜誌獨立後                 | 1998年                     | 不適用                     | 不適用                     | 不適用                     | 不適用                     | 不適用                     | 不適用                     |                            |                            |                            |                            |                            |                            |
| 雜誌獨立後                 | 1999年                     |                            |                            |                            |                            |                            |                            |                            |                            |                            |                            |                            |                            |
| 雜誌獨立後                 | 2000年                     |                            |                            |                            |                            |                            |                            |                            |                            |                            |                            |                            |                            |
| 雜誌獨立後                 | 2001年                     |                            |                            |                            |                            |                            |                            |                            |                            |                            |                            |                            |                            |
| 雜誌獨立後                 | 2002年                     |                            |                            |                            |                            |                            |                            |                            |                            |                            |                            |                            |                            |
| 雜誌獨立後                 | 2003年                     |                            |                            |                            |                            |                            |                            |                            |                            |                            |                            |                            |                            |
| 雜誌獨立後                 | 2004年                     |                            |                            |                            |                            |                            |                            |                            |                            |                            |                            |                            |                            |
| 雜誌獨立後                 | 2005年                     |                            |                            |                            |                            |                            |                            |                            |                            |                            |                            |                            |                            |
| 雜誌獨立後                 | 2006年                     |                            |                            |                            |                            |                            |                            |                            |                            |                            |                            |                            |                            |
| 雜誌獨立後                 | 2007年                     |                            |                            |                            |                            |                            |                            |                            |                            |                            |                            |                            |                            |
| 雜誌獨立後                 | 2008年                     |                            |                            |                            |                            |                            |                            |                            |                            |                            |                            |                            |                            |

平野是以色情漫畫出道，《厄夜怪客》是他的首部雜誌長篇連載。在執筆《厄夜怪客》之前，平野於成人向雜誌《COMIC巴畢博》1994年1月號至1995年8月號上連載《COYOTE 反逆のレジスタンス》及其續篇《ANGEL DUST》，前者介紹了培爾那德隊長和少校的原型，後者則描述安德魯成為神之僕人的故事。隔年，平野畫了短篇《CROSS FIRE》，介紹了名為第13課的組織，由第13課的哈克魯和由美江當主角，講述兩人大戰異教徒的故事，馬克斯威爾也有登場。《CROSS FIRE》共有3話，刊登在一般向雜誌《Comic Master》的1996年5月號、7月號和8月號，之後分別收錄在《厄夜怪客》單行本一至三冊。
《厄夜怪客》的前身是刊登在成人向雜誌《COMIC快樂天》1996年10月号上的單篇色情漫畫《HELLSING》，當中出現了阿爾卡特、西洛斯和拜倫泰兄弟的角色原型。在該單篇中，兩名吸血鬼殺掉了一群警察，留下一名女警，其中一名吸血鬼強姦女警並吸她的血。這時「HELLSING」機關的吸血鬼獵人阿爾卡特到場，秒殺了兩名吸血鬼，將女警救起，並稱她已經變成了吸血鬼，要她來HELLSING工作。之後平野在少年畫報社出版的一般向雜誌《YOUNG KING OURs》（《YOUNG KING》的增刊）落腳，自第27期（1997年5月31日號）起開始連載《厄夜怪客》。本作連載初期大致為隔號連載，每話約30頁，不過整體而言間隔和頁數並不固定。《YOUNG KING OURs》於1998年7月號起成為獨立月刊。
標題取作「HELLSING」是因為平野認為阿爾卡特是凡赫辛（Helsing）的末裔，也和「Hell」（地獄）有關。本作的所有話數標題都取自電子遊戲，且主要是1980年代的作品。平野稱《厄夜怪客》對他來說是年少輕狂的一股熱情，也因為是他的第一部長篇連載，所以就決定要把所有想畫的東西都畫進去。因為完全按照自己意思畫的，所以特別開心。本連載的責任編輯是筆谷芳行。

### 內容編排

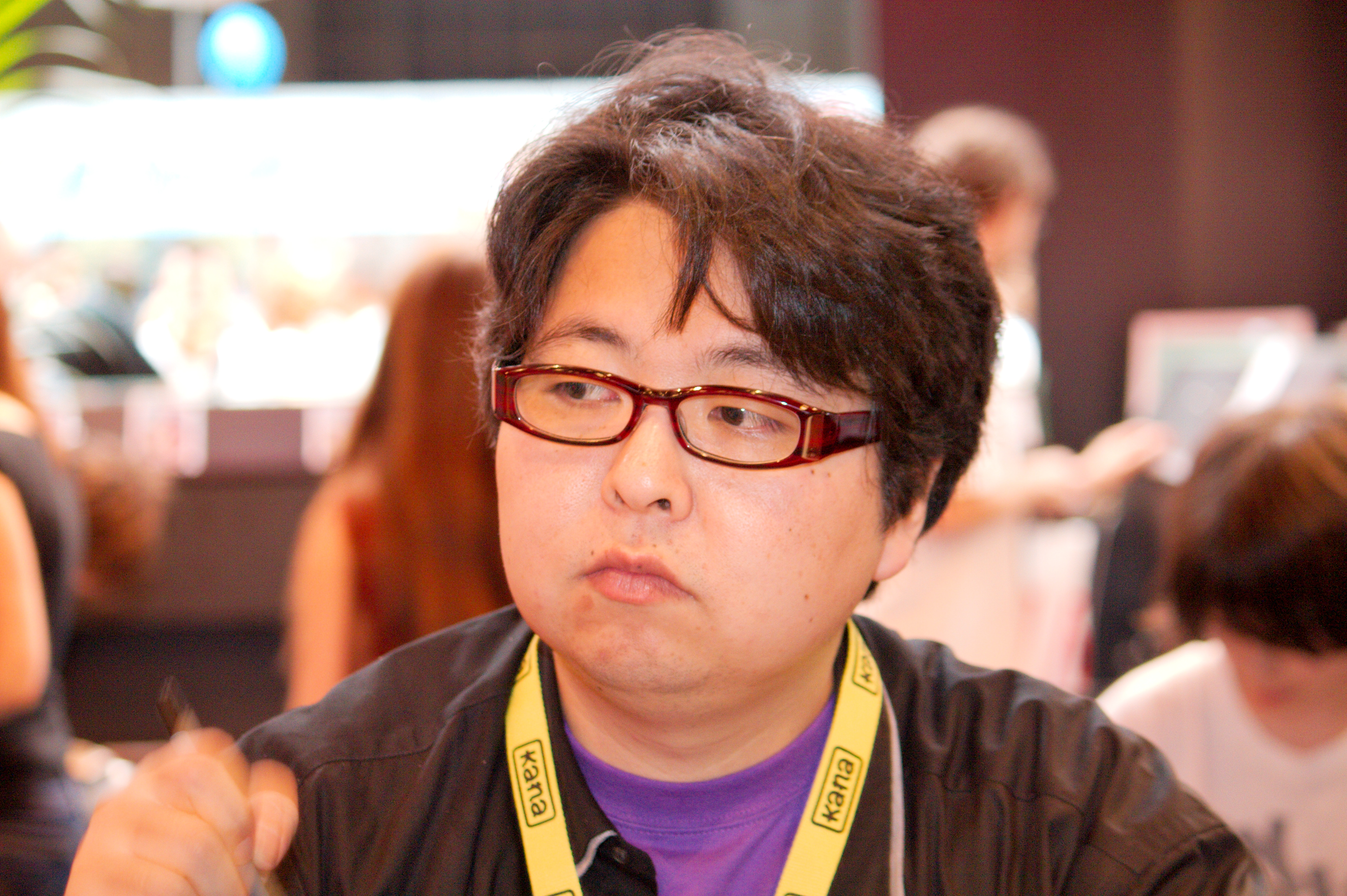
作者平野耕太出席2008年在法國巴黎舉辦的日本博覽會

在《泡芙》2005年12月號的訪談中，平野表示，如果從第1話開始看，這部作品可以視為西洛斯的成長故事，她雖然是吸血鬼但又不是吸血鬼，既不是日行者也不是夜行者。他覺得如果能像「在黃昏之時一邊注意著別人的眼光一邊走路」的感覺會很棒。劇情後段中西洛斯與索林的戰鬥，是西洛斯決定是否喝下培爾納德的血的重要戰鬥。平野表示，因為「阿爾卡特&西洛斯」的搭檔不可能，所以他才介紹培爾納德出場，讓培爾納德和西洛斯綁定在一起。「阿爾卡特&伊特古拉」及「培爾納德&西洛斯」的搭檔分配在故事進行到三分之一的時候就已經確定，並且無可動搖。另外，本來梵蒂岡特務局第13課還有更多角色，但由於故事的重點不是Hellsing與第13課的爭鬥，所以縮減成哈克魯、由美江、馬克斯威爾和安德魯四人。
對於在心中有特別地位的時刻或橋段，平野表示「少校發表演說」就是其中之一。當時他在少校的演說上揮霍了一整話的篇幅，要將腳本拿給編輯看需要很大的勇氣。結果他的編輯看過後也沒說什麼，讓平野忍不住再三確認「這樣真的行嗎」，而總編輯給他的表情就好像在說「是啊，不過啊……對，可是呢……」。少校演講的橋段自從在雜誌上刊登後就蔚為話題，並已經在網路上形成迷因模板。平野也表示自己在2channel的半角二次元板上看過。對於角色，平野表示自己喜歡的角色類型是那種特質沒有混到的。所以總的來說，他喜歡所有的主要角色，伊特古拉和少校他也喜歡。在作畫上，平野稱，他喜歡的角色是安德魯神父，喜歡畫的是瓦特，畫起來很困難的則是少校。
平野表示收到的意見中包含對槍械設計不符現實的指責，對此他稱作品中的槍械全都是虛構的。平野在訪談中自稱不在乎作品中對武器的精確描寫，只追求畫面好看。比方說，在畫阿爾卡特的武器時，從哪個角度畫比較好看就用哪個角度。畫到後來阿爾卡特的子彈甚至是無限的。培爾納德隊長在千禧年攻擊Hellsing本部時使用了克萊莫反步兵定向地雷，平野表示這款地雷並不能像漫畫裡面那樣把坦克炸毀。

### 完結
經過約10年的連載，《厄夜怪客》的最終話（第89話）刊載於《YOUNG KING OURs》2008年11月號。在《泡芙》2009年5月號的完結慶祝訪談中，平野表示，這部作品本來沒有要連載到10年這麼久。平野在完結後的訪談中稱，劇情的起伏某種程度上在一開始就已經決定好，故事一直按照著他的計畫進行，結局也符合他的想像。所以他的遺憾主要是關於戲劇性和高潮橋段，比如說他在第13課的角色中對安德魯有很深的感情，所以覺得自己沒有給安德魯足夠的空間發揮。平野稱：「我覺得我在單行本第8冊之後變得有點倉促，打鬥結束太草率。阿爾卡特對戰安德魯、西洛斯對戰上尉在戰鬥呈現上較佳。我會這麼想是因為我那時在畫的時候有截稿時限。」

### 外傳
作品完結後，平野表示自己沒有興趣創作《厄夜怪客》的正傳續集，他覺得主線故事已經結束了。最後一話的內容在平野看來就已起到了續集的作用，繼續畫下去也只會是續集的續集。不過他自2001年起即開始本作的外傳《THE DAWN》，以1944年為背景，主角是年輕時的瓦特。《THE DAWN》在《YOUNG KING OURs增刊號》上不定期連載，前6話依序發表於2002年3月2日號、2002年7月2日號、2002年11月2日號、2003年4月2日號、2005年10月號、2006年3月號（2006年2月15日發售），劇情主要是當年瓦特和阿爾卡特聯手勦滅納粹的故事。2007年4月18日，《YOUNG KING OURs增刊號》自當日發售的2007年6月號起停刊，導致《THE DAWN》的連載也一併中止，沒有發行單行本。
對於外傳未完一事，平野在受訪時表示他想要畫，只是沒有能讓他畫的地方，改天他會把後續畫出來。平野表示，外傳大概會再畫80頁然後結束。因為故事背景設定在1944年的華沙，平野想讓故事跟著華沙起義一起發展。平野稱華沙起義的時代很忙亂，應該沒有人會注意到有些吃人鬼在暗中活動。《THE DAWN》已隨著正傳OVA一同被製成動畫版，收錄在OVA第八卷和第九卷特別版。《THE DAWN》也被製成小冊子，作為特別收錄附在《Young King OURs》2012年2月號。

## 出版書籍
單行本一共有10冊，由少年畫報社出版，中文版由東立出版社代理。
- 註：各話標題皆取自電子遊戲，標題的連結即是前往遊戲的條目。

| - 1: 〈Vampire Hunter〉 - 2: 〈Master of Monster〉 - 3: 〈Murder Club〉 | - 4: 〈Sword Dancer①〉 - 5: 〈Sword Dancer②〉 - 6: 〈Sword Dancer③〉 - 特別收錄: 〈CROSS FIRE①〉 |

| - 7: 〈Dead Zone①〉 - 8: 〈Dead Zone②〉 - 9: 〈Dead Zone③〉 - 10: 〈Dead Zone④〉 | - 11: 〈Balance of Power①〉 - 12: 〈Balance of Power②〉 - 特別收錄: 〈CROSS FIRE②〉 |

| - 13: 〈Balance of Power③〉 - 14: 〈Elevator Action①〉 - 15: 〈Elevator Action②〉 - 16: 〈Elevator Action③〉 | - 17: 〈Elevator Action④〉 - 18: 〈Elevator Action⑤〉 - 特別收錄: 〈CROSS FIRE③〉 |

| - 19: 〈Elevator Action⑥〉 - 20: 〈Age of Empire①〉 - 21: 〈Age of Empire②〉 - 22: 〈Age of Empire③〉 - 23: 〈Call to Power〉 | - 24: 〈Ultima on Line〉 - 25: 〈D①〉 - 26: 〈D②〉 - 27: 〈D③〉 |

| - 28: 〈Flash Point〉 - 29: 〈D④〉 - 30: 〈D⑤〉 - 31: 〈D⑥〉 - 32: 〈D⑦〉 | - 33: 〈D⑧〉 - 34: 〈D⑨〉 - 35: 〈Xanado〉 - 36: 〈Final Fantasy①〉 - 37: 〈Final Fantasy②〉 |

| - 38: 〈Final Fantasy③〉 - 39: 〈Final Fantasy④〉 - 40: 〈Final Fantasy⑤〉 - 41: 〈The Screamer〉 - 42: 〈Aubird Force〉 | - 43: 〈Gun Bullet〉 - 44: 〈Balloon Fight〉 - 45: 〈Soldier of Fortune①〉 - 46: 〈Soldier of Fortune②〉 - 47: 〈Soldier of Fortune③〉 |

| - 48: 〈Soldier of Fortune④〉 - 49: 〈Soldier of Fortune⑤〉 - 50: 〈Soldier of Fortune⑥〉 - 51: 〈Last Mission〉 - 52: 〈Get Away〉 | - 53: 〈Yaksa〉 - 54: 〈The Man I Love〉 - 55: 〈Orge Battle〉 - 56: 〈Angelous〉 - 57: 〈Wizardry①〉 |

| - 58: 〈Wizardry②〉 - 59: 〈Wizardry③〉 - 60: 〈Wizardry④〉 - 61: 〈Wizardry⑤〉 - 62: 〈Hundred Swords①〉 - 63: 〈Hundred Swords②〉 | - 64: 〈Hundred Swords③〉 - 65: 〈Might and Magic①〉 - 66: 〈Might and Magic②〉 - 67: 〈Psyoblade〉 - 68: 〈Castle Vania①〉 |

| - 69: 〈Castle Vania②〉 - 70: 〈Heart of Dream〉 - 71: 〈Relics〉 - 72: 〈Heart of Iron〉 - 73: 〈Finest Hour①〉 - 74: 〈Finest Hour②〉 | - 75: 〈Finest Hour③〉 - 76: 〈Lunatic Dawn〉 - 77: 〈Operation Wolf〉 - 78: 〈Warcraft①〉 - 79: 〈Warcraft②〉 |

| - 80: 〈Wolffang①〉 - 81: 〈Wolffang②〉 - 82: 〈Black Onyx①〉 - 83: 〈Black Onyx②〉 - 84: 〈Black Onyx③〉 | - 85: 〈Black Onyx④〉 - 86: 〈Sorcerian①〉 - 87: 〈Sorcerian②〉 - 88: 〈Oblivion〉 - 89: 〈Romancia〉 |

公式導讀
- 、少年畫報社、2012年3月30日發售、ISBN 978-4-7859-3815-4

## 電視動畫
2001年7月11日，製作組在东京舉辦製作發表會，宣布動畫將有13集、於同年10月在富士電視台深夜時段首播。廠商方製片人由隸屬先鋒LDC、曾任動畫《玲音》製作人的上田耕行擔任，製作方製片人則是GONZO的代表董事村濱章司。平野在製作發表會上稱，他對動畫化一事「感觸良多。因為已經被允許自由的處理原作，今後會如何發展我也不知道（笑）。」監督浦田保則則表示：「我正在徹夜工作當中。原作中出現的絕對只有抱持堅定意念的角色，所以我想在動畫中就這個部分再深入探索一些。」電視動畫於2001年10月18日在富士電視台首播，至2002年1月播畢，共播出13話。在劇情上，動畫從頭幾話開始即出現原創劇情和原創角色，且完全沒有涉及「千禧年」的劇情。更改設定和原創發展導致部分觀眾不滿，因此日後有了標榜遵照原作的第二版動畫。

### 製作團隊
- 原作 - 平野耕太（少年画報社刊「月刊YOUNG KING OURs」連載）
- 總監督 - 飯田馬之介（日语：飯田馬之介）
- 監督 - 浦田保則
- 系列構成 - 小中千昭
- 人物設計 - 村田俊治
- 機械設計 - 河野悦隆
- 美術監督 - 片平真司
- 色彩設計 -
- 攝影監督 - 武山篤
- 編輯 - 重村建吾、村中龍太
- 音樂 - 石井妥師
- 音響監督 - 鶴岡陽太
- 主要製作人 - 石川学、坂上貴彦
- 製作人 - 川上大輔、上田耕行、村濱章司（日语：村濱章司）
- 動畫製作 - GONZO/Digimation（日语：ディジメーション）
- 製作 - Hellsing製作委員會（富士電視台、NBC環球娛樂、GONZO）

### 主題曲
片頭曲
歌 - 石井妥師
片尾曲SHINE
歌 - Mr.Big

### 各話列表
| 話數     | 原文標題            | 中文標題   | 腳本     | 分鏡       | 演出       | 作畫監督 |
| -------- | ------------------- | ---------- | -------- | ---------- | ---------- | -------- |
| Order:1  | The Undead          | 不死人     | 小中千昭 | 浦田保則   | 浦田保則   | 村田俊治 |
| Order:2  | Club-M              | M俱樂部    | 小中千昭 | 鈴木薫     | 鈴木薫     | 齋藤浩信 |
| Order:3  | Sword Dancer        | 劍舞者     | 小中千昭 | 小野學     | 小野學     | 門智昭   |
| Order:4  | Innocent as a Human | 無辜如人   | 小中千昭 | 角銅博之   | 竹田豊     | 河合靜男 |
| Order:5  | Brotherhood         | 兄弟情誼   | 小中千昭 | 佐野隆史   | 花井信也   | 日向正樹 |
| Order:6  | Dead Zone           | 死域       | 小中千昭 | 角銅博之   | 上坪亮樹   | 柳瀬雄之 |
| Order:7  | Duel                | 決鬥       | 細野祐二 | 上坪亮樹   | 鈴木薫     |          |
| Order:8  | Kill House          | 殺戮之屋   | 小中千昭 | 角銅博之   | 西山明樹彦 | 齋藤浩信 |
| Order:9  | Red Rose Vertigo    | 眩暈紅玫瑰 | 小中千昭 | 佐野隆史   | 山内東生雄 | 柳瀬雄之 |
| Order:10 | Master of Monster   | 怪物主人   | 細野祐二 | 宮尾佳和   | 宮尾佳和   | 宮尾佳和 |
| Order:11 | Transcend Force     | 超越武力   | 小中千昭 | 角銅博之   | 板垣伸     | 神戶洋行 |
| Order:12 | Total Destruction   | 全面毀滅   | 小中千昭 | 飯田馬之介 | 鈴木薫     | 田頭忍   |
| Order:13 | Hellfire            | 地獄之火   | 小中千昭 | 飯田馬之介 | 浦田保則   | 村田俊治 |

### 家用媒體
| 卷數         | 發售日期 | 收錄話數       | 規格編號  | 規格編號  | 規格編號  |
| 卷數         | 發售日期 | 收錄話數       | DVD初回版 | DVD通常版 | VHS版     |
| ------------ | -------- | -------------- | --------- | --------- | --------- |
| Rescript I   |          | 第1話－第3話   | PIBA-1220 | PIBA-1221 | PIVS-2440 |
| Rescript II  |          | 第4話－第6話   | 不適用    | PIBA-1222 | PIVS-2441 |
| Rescript III |          | 第7話－第8話   | 不適用    | PIBA-1223 | PIVS-2442 |
| Rescript IV  |          | 第9話－第10話  | 不適用    | PIBA-1224 | PIVS-2443 |
| Rescript V   |          | 第11話－第13話 | 不適用    | PIBA-1225 | PIVS-2444 |

### 原聲帶
| 標題 | 版本 | 發行商  | 發售日期       | 規格編號 | 收錄內容                                 |
| ---- | ---- | ------- | -------------- | -------- | ---------------------------------------- |
|      | CD   | 先鋒LDC | 2001年11月22日 | PICA1252 | 全20曲 1. SHINE（ending edit）（MR.BIG） |

| 標題 | 版本 | 發行商  | 發售日期      | 規格編號 | 收錄內容                    |
| ---- | ---- | ------- | ------------- | -------- | --------------------------- |
|      | CD   | 先鋒LDC | 2002年2月22日 | PICA1253 | 全17曲 1. SKY OF GOD MASTER |

## OVA
《YOUNG KING OURs》2005年6月號宣布將製作「原作版動畫」的消息，同年11月號宣布原作版OVA第一卷將於12月9日發售。OVA版的故事較電視動畫版本更忠於原作，並因為是以OVA形式製作，讓製作組可以投注更多的預算、時間和心力。因製作進度落後，第一卷的發售日期延至2006年1月25日，後來又因品質問題而再延至2月10日。作為延期發行的補償，OVA的30分鐘摘要版「HELLSING Ⅰ OVA DIGEST FOR FLEAKS」於2006年1月22日在神奈川電視台播出。OVA第三卷起正式和電視動畫分道揚鑣。2007年10月，OVA的前三卷在東京國際電影節上以大銀幕放映。
對於忠於原作的第二部改編動畫，平野表示他將一切委任給製作組，不會以原作的身份做任何事情。在《泡芙》2005年12月號的訪談上，平野表示他並沒有參與OVA的製作，他不太懂動畫，採取的立場和普通御宅族差不多，如果動畫有趣就掌聲鼓勵，如果動畫無聊就不理不睬。至於是否有想過在配音上參一角，平野表示他不知能不能取得原作者的特權，來獻聲一句中意的台詞之類的。

### 製作團隊
參考來源：
- 監督 - 所智一（日语：ところともかず）（#1 - #4）、田中洋之（#5 - #7）、（#8、#10）、鈴木健一（#9 - #10）
- 系列構成 - 黑田洋介
- 人物設計/總作畫監督 - 中森良治
- 副人物設計 - 大塚八愛（#1、#3 - #10）、寺沢伸介（#2）、鷲田敏彌（#3）、Yang Byung Gil（#9）
- 機械設計 - 天神英貴
- 色彩設計 - （#1）、（#2 - #7）、村田惠里子（#8 - 10）
- 美術監督 - 緒續學（#1、#2、#5）、中原英統（#3）、Brunet Stanislas（#4）、二嶋隆文（#5 - #7）、吉川洋史（#8 - 10）
- 製作設計 - 神宮司訓之
- 小物設定 - 小川浩、奧田萬里
- 攝影監督 - 福士享（#1 - #4）、Oh Seong ha（#5 - #7）、Lee Suk bum（#5）、五關壽・關谷能弘（#6 - #7）、荻原猛夫（#8 - 10）
- 編輯 - 重村建吾（#1 - #4）、寺内聰（#5 - #7）、廣瀬清志（#8 - #10）
- 音響監督 - 鶴岡陽太
- 音樂 - 松尾早人
- 音樂製作人 - 太田敏明
- 動畫主要製作人 - 稻村努（#1）、白井勝也（#2、#3）、稻村努・渡嘉敷八起（#4）
- 製作人 - 上田耕行、筆谷芳行、吉本聰（#5）、二方由紀子（#5）、橋本健太郎（#6）
- 動畫製作 - SATELIGHT（#1 - #4）→MADHOUSE（#5 - #7）→Graphinica（#8 - 10）
- 製作 - WILD GEESE
- 旁白 - 寶龜克壽

### 主題曲
- 片尾曲（#4）

作詞 - Hermann Löns / 作曲 - Herms Niel / 編曲 - 松尾早人
- 插入曲（#5）

作詞・作曲 - 休みの国 / 歌 - 特攝
- 插入曲Broken English（#5）

作詞・作曲 - Marianne Faithfull / 歌 - SCHAFT
- 片尾曲Magnolia（#6）

作詞・作曲・歌 - 睡蓮 SUILEN
- 插入曲柘榴（#7）

作詞・作曲・歌 - 睡蓮 SUILEN
- 片尾曲（#7）

作詞・作曲・歌 - 睡蓮 SUILEN
- 片尾曲（#8）
- 片尾曲（#8）

作詞・作曲・歌 - 石井妥師
- 片尾曲SCARS（#9）

作詞・歌 - 黑崎真音 / 作曲・編曲 - R・O・N
- 片尾曲Gradus vita（#10）

作詞 - 濱田真美 / 作曲 - 松尾早人 / 演奏 - 

### 各卷列表
| 標題       | 腳本     | 分鏡                      | 演出                                                                        | 作畫監督 |
| ---------- | -------- | ------------------------- | --------------------------------------------------------------------------- | --- |
| HELLSING Ⅰ | 黑田洋介 | 所智一 殿勝秀樹           | 殿勝秀樹                                                                    | 大塚八愛、奥田佳子 相馬滿 |
| HELLSING Ⅱ | 倉田英之 | 殿勝秀樹 ロマのフ比嘉     | 榎本守                                                                      | 鷲田敏彌、關口雅浩 小美野雅彥、大塚八愛                                                                                                  |
| HELLSING Ⅲ | 黑田洋介 | 古川順康                  | 小林孝志 鹿島典夫                                                           | 大塚八愛、鷲田敏彌 湖川友謙、關口雅浩 丸藤廣貴、Lee jong hyun Kim dong joon                                                              |
| HELLSING Ⅳ | 倉田英之 | 所智一                    | 神原敏昭、藤本義孝 岡崎幸男、金澤勝真 清水一伸、福田貴之 濱崎義浩、楠本巨樹 | 大塚八愛、丸藤廣貴 津幡佳明、鷲田敏彌 山內則康、相馬滿 小美野雅彦                                                                        |
| HELLSING Ⅴ | 倉田英之 | 阿部恒                    | 田中洋之                                                                    | 有田周平・白石達也（效果） Kim Dong Jun、Kim, Dae-Hoon Lee Hyeon Jeong、Jang Hee Kyu Jang, Kil-Yong                                      |
| HELLSING Ⅵ | 黑田洋介 | 阿部恒                    | 田中洋之 大久保唯男                                                         | 有田周平・白石達也（效果） Yang Byung Gil、阿部恆 梅原隆弘、Kim Dong-sik Jang Hee-kyu、Kim Dong-jun Jang Gil-yong、Lee Hyun-Jeong        |
| HELLSING Ⅶ | 黑田洋介 | 阿部恒                    | 佐藤雄三 伊藤尚往                                                           | 有田周平・白石達也（效果） Yang Byung Gil、阿部恆 梅原隆弘、今村大樹 Kim Dong-sik、Jang Kil-Yong Jang Hee-kyu、Kim Bo-kyeong Woo Jin-woo |
| HELLSING Ⅷ | 倉田英之 | 加藤道哉                  | 佐佐木真哉、矢吹勉 藤本義孝、                                               | Yang Byung Gil、舛舘俊秀 Kim Ill Bae、栗原学 關崎高明、鎌田祐輔 大嶋博之、中森良治 田村勝之（效果）                                      |
| HELLSING Ⅸ | 倉田英之 | 西澤晉、吉川浩司 （監修） | 友田政晴、大庭秀昭 鈴木吉男、白石達也                                       | 關崎高明、橋本航平 永作友克、Kim Pilkang 山本正文、Choi Kyoung Suk Lee Sang Mi、Lim Chae Duk 大嶋博之、中森良治 田村勝之（效果）         |
| HELLSING Ⅹ | 倉田英之 | 阿部恆、佐佐木真哉        | 鈴木健一、 大嶋博之、佐佐木真哉 白石達也、鈴木吉男 友田政晴                 | Yang Byung Gil、Lim Chea-duk SEO KYUNG-ROCK、Choe Gueong-seok 舛舘俊秀、中森良治 坂卷貞彦（動作配置）                                    |

### 家用媒體
| 卷數 | 發售日期       | 規格編號      | 規格編號  | 規格編號     | 規格編號  | 來源          |
| 卷數 | 發售日期       | DVD初回限定版 | DVD通常版 | BD初回限定版 | BD通常版  | 來源          |
| ---- | -------------- | ------------- | --------- | ------------ | --------- | ------------- |
| Ⅰ    | 2006年2月10日  | GNBA-1141     | GNBA-1151 | 不適用       | 不適用    | [ 48 ] [ 49 ] |
| Ⅱ    | 2006年8月25日  | GNBA-1142     | GNBA-1152 | 不適用       | 不適用    | [ 51 ] [ 52 ] |
| Ⅲ    | 2007年4月4日   | GNBA-1143     | GNBA-1153 | 不適用       | 不適用    | [ 54 ] [ 55 ] |
| Ⅳ    | 2008年2月2日   | GNBA-1144     | GNBA-1154 | 不適用       | 不適用    | [ 57 ] [ 58 ] |
| Ⅴ    | 2008年11月21日 | GNBA-1145     | GNBA-1155 | 不適用       | 不適用    | [ 60 ] [ 61 ] |
| Ⅵ    | 2009年7月24日  | GNBA-1146     | GNBA-1156 | 不適用       | 不適用    | [ 62 ] [ 63 ] |
| Ⅶ    | 2009年12月23日 | GNBA-1147     | GNBA-1157 | GNXA-1117    | GNXA-1107 | [ 65 ] [ 66 ] |
| Ⅷ    | 2011年7月27日  | GNBA-1148     | GNBA-1158 | GNXA-1118    | GNXA-1108 | [ 67 ] [ 68 ] |
| Ⅸ    | 2012年2月15日  | GNBA-1149     | GNBA-1159 | GNXA-1119    | GNXA-1109 | [ 69 ] [ 70 ] |
| Ⅹ    | 2012年12月26日 | GNBA-1150     | GNBA-1160 | GNXA-1120    | GNXA-1110 | [ 71 ] [ 72 ] |

Blu-ray BOX
| 卷數                          | 發售日期       | 收錄話數 | 規格編號  | 規格編號  | 來源          |
| 卷數                          | 發售日期       | 收錄話數 | 限定版    | 通常版    | 來源          |
| ----------------------------- | -------------- | -------- | --------- | --------- | ------------- |
| HELLSING OVA Ⅰ~Ⅴ Blu-ray BOX  | 2010年10月22日 | Ⅰ－Ⅴ     | GNXA-1100 | 不適用    | [ 73 ]        |
| HELLSING OVA Ⅵ～Ⅹ Blu-ray BOX | 2015年4月1日   | Ⅵ－Ⅹ     | GNXA-1104 | 不適用    | [ 74 ]        |
| HELLSING OVA Ⅰ-Ⅹ Blu-ray BOX  | 2018年11月28日 | Ⅰ－Ⅹ     | GNXA-1248 | GNXA-1249 | [ 75 ] [ 76 ] |

### 影像特典
第10卷收錄《漂流武士》PV動畫。
《THE DAWN》
- 分鏡、演出 - 大嶋博之
- 作畫監督 - 大嶋博之、Yang Byung Gil、Seo Kyung-Rock（THE DAWN 2・3）

| 收錄卷 | 卷數       |
| ------ | ---------- |
| Ⅷ      | THE DAWN 1 |
| Ⅸ      | THE DAWN 2 |
| Ⅹ      | THE DAWN 3 |

### 原聲帶
| 標題 | 版本 | 發行商      | 發售日期      | 規格編號  | 收錄內容 |
| ---- | ---- | ----------- | ------------- | --------- | --- |
|      | CD   | NBC環球娛樂 | 2008年3月21日 | GNCA-1134 | 全17曲 1. Song of DEMETER 2. TARGET INSIGHT 3. E M I A 4. Badrick 5. ShotGun Circus 6. Cromwell 7. Die Fledermaus 8. SHINOBIASHI SASURIASHI 9. Gradus vita |

| 標題     | 版本 | 發行商      | 發售日期      | 規格編號    | 收錄內容 |
| -------- | ---- | ----------- | ------------- | ----------- | --- |
| [ 註 2 ] | CD   | NBC環球娛樂 | 2008年2月22日 | GNBA-114402 | 全9曲 1. Gradus vita 2. Letzte Bataillon 3. Stolzer Aristokrat 4. Feuerkreuz 5. E M I A 6. Apocalypse now! 7. Der Freischütz Nr.9 Terzett |

| 標題     | 版本 | 發行商      | 發售日期       | 規格編號    | 收錄內容                                               |
| -------- | ---- | ----------- | -------------- | ----------- | ------------------------------------------------------ |
| [ 註 3 ] | CD   | NBC環球娛樂 | 2010年10月22日 | GNXA-110006 | 全14曲 1. Letzte Bataillon 2. Feuerkreuz 3. MILLENNIUM |

| 標題     | 版本 | 發行商      | 發售日期     | 規格編號    | 收錄內容                      |
| -------- | ---- | ----------- | ------------ | ----------- | ----------------------------- |
| [ 註 4 ] | CD   | NBC環球娛樂 | 2015年4月1日 | GNXA-110406 | 全13曲 1. Ireo Ireo! 2. No.13 |

## 其他改編
豐丸產業曾為本作生產一款彈珠機「CR厄夜怪客」（CRヘルシング），先於2012年9月13日在東京舉行製作發表會，公開外觀及由樂團fringe tritone提供的配樂。彈珠機的外觀是參考阿爾卡特的變身型態，有很多眼球圖樣，並有三種不同規格的型號。之後北電子也推出了本作的（類似角子機），名稱為。2021年3月4日，Deadline.com獨家報導，Amazon Studios正在籌畫一部根據《厄夜怪客》改編的真人電影，劇本由《捍衛任務》編劇德瑞克·柯斯達執筆。

## 評價

### 漫畫
本作的漫畫風格和劇情經常受到評論家的注意，並被視為吸血鬼題材日本漫畫的標竿之一。2012年，美國作家傑森·湯普森在動畫新聞網上撰文評論本作，特別點出平野耕太獨具特色的風格。湯普森也寫道：「《厄夜怪客》的其中一個迷人之處在於樂意使用歷史和宗教來作為這場大混戰的動機。大部分的戰鬥電影和漫畫都會去避開意識形態，壞蛋想要的只是錢，或者只是想要統治世界，或者類似的泛泛之談。可是在《厄夜怪客》中，登場的角色超愛談論他們討厭敵人和想宰掉敵人的真正原因。」湯普森認為《厄夜怪客》和美國漫畫《傳教士》類似，是有史以來最反宗教的漫畫之一，但不像《傳教士》裡好人都是无神论，《厄夜怪客》裡每個人都各自選邊站，縱情於歐洲宗派主義殺戮的歷史當中。不過湯普森稱，即使讀者不認同書中角色的觀點，仍會因為角色們真誠的樣子而感到同情。
動畫新聞網的卡爾·金林格（Carl Kimlinger）認為本作最佳的部分是在第7冊至第9冊之間，但是結局令人失望地普通，並沒有達到作品本身的標準。2020年，漫畫書資源網的阿提米斯·剎剎基（Artemis Tsatsaki）點出本作成為最佳吸血鬼題材日本漫畫的10個理由，包含血腥和打鬥兼備的獨特風格、不落刻板印象的兩位女主角、角色成長和塑造、象徵主義以及劇情本身。
2006年，本作入選日本新媒體動漫藝術節「日本媒體藝術100選」的漫畫部門，排名第22。2009年6月15日，漫畫專賣店COMIC ZIN公布第1屆MANGA-ZIN AWARD的得獎名單，經由169位業內人士的票選，本作排在第26名。2010年5月，本片獲選為第41屆日本星雲獎漫畫類別的七部入圍作品之一，但最終勝出的是。2021年，漫畫《魔法使的新娘》的作者ヤマザキコレ在對談活動中稱，本作是令她的「感測器」有所反應的作品之一。
2003年6月2日，據報導，黑馬漫畫已取得《厄夜怪客》的美國代理權。2005年，Diamond Comics Distributors舉辦年度日本漫畫評比，將美國版單行本第6冊和第7冊評為第11名和第32名。2006年，本作的單行本第7冊入圍美國鵝毛筆獎，但敗給《火影忍者》的第7冊。本作在歐美地區擁有高人氣，這點大出平野的意料。平野起初認為《厄夜怪客》的受眾只有日本人，從沒想到能在海外流傳並獲得人氣。平野在法國巴黎舉辦的2008年日本博覽會上受到熱烈歡迎，他在會場上坦承：「我在漫畫中畫的東西在日本不成禁忌。可是裡頭也有外國人讀了會反感的表現手法，以及現在看來覺得失敗的部分。」平野也自稱抱持著熱情創作《厄夜怪客》，遭到採訪者吐槽「年輕時的熱情」怎麼會變成把英國給毀了時，平野也稱，本作已經被很多國家翻譯並出版，可是連波蘭、捷克和俄羅斯版都有，就是沒有英國版。不過對此他並不後悔。

### 銷量
本作的單行本曾登上書泉Bookmart的每月銷量榜，第3冊在2000年12月排名第5名，第4冊在2001年10月排名第2名，第5冊在2003年3月排名第1名。2007年，根據東販給出的銷量數據，單行本第9冊在11月6日至12日期間登上第4名，隔週降為第5名。2009年3月27日，單行本第10冊發行，書腰上聲稱全系列在全球的銷售量超過400萬冊。根據Oricon統計，單行本第10冊的首周銷量為97,352冊，排名該週第四，隔週為76,479冊，排名第十，第三週為22,749冊，排名第25。2010年6月起，本作的美國版單行本第10冊連續五週登上《紐約時報》的日本漫畫暢銷榜。本作也被認定為黑馬漫畫代理的日本漫畫中表現最佳的作品之一。

### 動畫
2001年播出的電視動畫因為原創劇情而受到許多粉絲批評。動畫新聞網的扎克·貝茲奇（Zac Bertschy）稱，對於那些喜歡哥德式恐怖和黑暗激烈戲劇的人來說，該動畫是絕對不能錯過的。貝茲奇指出，動畫是比《吸血姬美夕》和《吸血鬼獵人D劇場版》還要更原汁原味的吸血鬼故事，人物刻畫相當有魅力，且即使劇情脫離原作，仍然維持了可看性。不過他也批評動畫品質不穩定。THEM動畫評論網的傑森·巴斯特德（Jason Bustard）給予電視動畫4顆星（滿分5顆）的好評，稱讚本作有著優秀的氣氛和酷炫的人物，且GONZO一如往常地賦予槍砲和載具大量細節，但內容過激到不是所有人都能接受，包含暴力、髒話、性意涵和宗教。網站「The Nihon Review」的編者給出6/10分，認為電視動畫是非常酷炫的動作片，適合動作片和吸血鬼的愛好者，並讚賞電視動畫營造出的氛圍，配樂尤其是一絕。然而該編者也指出，本作扣除動作戲後剩下的內容極少，且劇情漏洞百出，節奏也不好。雖然已無法考證，但據說平野當年曾在個人網站發表對第3話的負面評價：「看了第1話然後感到期待的我根本是笨蛋。趕快把GameWave看一看就去睡覺吧。真的超蠢的。」
對於2006年起發行的OVA系列，貝茲奇認同其更貼近原作、更黑暗且更血腥，人物塑造也更為成功。他指出，除了偶爾表現不佳的動畫以外，唯一真正值得抱怨的是配樂，比電視動畫版遜色許多，既軟弱又低調。同屬動漫新聞網的賽隆·馬丁（Theron Martin）稱讚OVA的作畫，但也認同配樂是一大敗筆。2007年2月，OVA第一卷在美國動漫獎頒獎典禮上獲提名三項，分別是最佳男主角，由阿爾卡特的英語配音員克里斯賓·弗里曼入圍；最佳短系列；最佳DVD包裝設計，由第一卷的限量鐵盒版入圍。2018年，日本網站「Anime！Anime！」發起日本動畫中的演說橋段投票，本作OVA中少校發表「諸君，我喜歡戰爭」（諸君 私は戦争が好きだ）的段落得到第一，與《NO GAME NO LIFE 遊戲人生》男主角空的宣戰布告並列。

## 備註
1. ↑  需要注意的是，電視動畫製作時，漫畫還在連載中，有關千禧年的劇情還沒有告一段落[36]，這可能是動畫組另闢蹊徑的動機。
2. ↑  OVA4卷的特典光碟（DVD-Audio）
3. ↑  HELLSING I～V Blu-ray BOX的特典光碟
4. ↑  HELLSING VI～X Blu-ray BOX的特典光碟
5. ↑  弗里曼是因為《厄夜怪客》（阿爾卡特）、《到另一個你的身邊去》（鴉）、《少女革命》（桐生冬芽）三部作品而入圍[110]。